# Шопин
„Шопин” је југословенски и хрватски ТВ филм из 1984. године. Режирао га је Младен Раукар који је написао и сценарио.

## Улоге
| Глумац          | Улога |
| --------------- | ----- |
| Миљенко Брлечић | Шопин |